# Zamora, Quintana Roo
Zamora är en ort i Mexiko.   Den ligger i kommunen Bacalar och delstaten Quintana Roo, i den östra delen av landet, 1 100 km öster om huvudstaden Mexico City. Zamora ligger 79 meter över havet och antalet invånare är 434.
Terrängen runt Zamora är platt. Runt Zamora är det glesbefolkat, med 16 invånare per kvadratkilometer. Zamora är det största samhället i trakten. I omgivningarna runt Zamora växer i huvudsak städsegrön lövskog.